# Qorveh
Qorveh (persiska: قروه) är en kommunhuvudort i Iran.   Den ligger i provinsen Kurdistan, i den nordvästra delen av landet, 300 km väster om huvudstaden Teheran. Qorveh ligger 1 910 meter över havet och antalet invånare är 87 953.
Terrängen runt Qorveh är platt åt nordost, men åt sydväst är den kuperad.Runt Qorveh är det ganska tätbefolkat, med 58 invånare per kvadratkilometer. Qorveh är det största samhället i trakten. Trakten runt Qorveh består i huvudsak av gräsmarker.